# Celia Cruz
Celia Cruz, született Úrsula Hilaria Celia de la Caridad Cruz Alfonso (Havanna, 1925. október 21. – Fort Lee, New Jersey, USA, 2003. július 16.) háromszoros Grammy-díjas kubai énekesnő, a 20. század egyik legnépszerűbb latin művésze.
Kubában az 1950-es években vált ismertté guaracha dalok éneklésével, amivel megkapta "La Guarachera de Cuba" (Kuba guaracha énekesnője) becenevet. Az ezt követő évtizedekben nemzetközileg a Salsa királynőjeként vált ismertté, több mint 10 millió lemezt adott el, amivel az egyik legjobb eladásokkal rendelkező latin zenei művész lett.
Karrierjét a szülőhazájában, Kubában kezdte. A Sonora Matancera együttes vokalistájaként nagy népszerűségre tett szert. Az együttesben guaracha, rumba, afro, son és bolero dalokat énekelt. 1960-ban, amikor a kubai forradalom következményeként államosították a zenei ipart, Cruz emigrált a szülőországából, amivel a kubai emigráns közösség szimbólumává és szóvivőjévé vált. Cruz először Mexikóban, majd az Egyesült Államokban folytatta karrierjét. 1960-as években Tito Puentével dolgozott együtt, akivel a  "Bemba colorá" dalát készítette.
Az 1970-es években egyre jobban a salsa dalok felé fordult: a Fania Records kiadó gondozásában készült el "Quimbará" című salsa dala, majd gyakran lépett fel együtt a  Fania All-Starsszal és sokat dolgozott együtt  Johnny Pachecóval és Willie Colónnal. Élete utolsó éveiben újabb sikereket ért el: olyan sikeres dalokat adott ki mint a "La vida es un carnaval" (Az élet egy karnevál) és a "La negra tiene tumbao" (A fekete nőnek van ritmusa)
Zenei pályafutása alatt 37 albumot adott ki, emellett számos koncertlemez készült vele és duett. Számos díjat és elismerést kapott, többek között 2 Grammy-díjat és 3 Latin Grammy-díjat. A zene mellett szerepelt néhány filmben és telenovellában.  Védjegyévé vált az "¡Azúcar!" kiáltás, amellyel a salsa zene legismertebb szimbolumává vált.

## Lemezei
- Cuba's Foremost Rhythm Singer (1958)
- Incomparable Celia (1958)
- Mi Diario Musical (1959)
- Con Amor (Exito, 1960)
- Canciones Premiadas (1961)
- Homenaje a Los Santos (1964)
- Canciones que Yo Quería Haber Grabado Primero (1965)
- Sabor y Ritmo de Pueblos (1965)
- Cuba Y Puerto Rico Son (1966)
- Son con Guaguancó (1966)
- Bravo Celia Cruz (1967)
- A Ti México (1967)
- Excitante (1968)
- Serenata Guajira (1968)
- Quimbo Quimbumbia (1969)
- Etc. Etc. Etc. (1970)
- Celia y Tito Puente en España (1971)
- Celia Cruz/Tito Puente Algo Especial Para Recordar (1972)
- Celia & Johnny (1974)
- Tremendo Caché (1975)
- Recordando El Ayer (1976)
- Only They Could Have Made This Album (1977)
- Homenaje A Beny More (1978)
- Celia Cruz Y La Sonora Ponceña La Ceiba (1979)
- Celia/Johnny/Pete (1980)
- Celia & Willie (1981)
- Feliz Encuentro (1982)
- Tremendo Trío (1983)
- Candela (1986)
- De Nuevo (1986)
- Winners (1987)
- Ritmo en el Corazón (1988)
- Guarachera del Mundo (1990)
- Canta Celia Cruz (1991)
- Reina del Ritmo Cubano (1991)
- Tributo a Ismael Rivera (1992)
- Verdadera Historia (1992)
- Azucar Negra (1993)
- Boleros Polydor (1993)
- Homenaje a Beny Moré, Vol. 3 (1993)
- Introducing (1993)
- Guaracheras de La Guaracha (1994)
- Homenaje a Los Santos (1994)
- Irrepetible (1994)
- Mambo del Amor (1994)
- Merengue Saludos Amigos (1994)
- Cuba's Queen of Rhythm (1995)
- Double Dynamite (1995)
- Festejando Navidad (1995)
- Irresistible (1995)
- Celia Cruz Delta (1996)
- Cambiando Ritmos (1997)
- Duets (1997)
- También Boleros (1997)
- Afro-Cubana (1998)
- Mi Vida Es Cantar (1998)
- En Vivo C.M.Q., Vol. 4 (1999)
- En Vivo C.M.Q., Vol. 5 (1999)
- En Vivo Radio Progreso, Vol. 1 (1999)
- En Vivo Radio Progreso, Vol. 2 (1999)
- En Vivo Radio Progreso, Vol. 3 (1999)
- Celia Cruz and Friends: A Night of Salsa (1999)
- Habanera (2000)
- Salsa (2000)
- Siempre Viviré (2000)
- La Negra Tiene Tumbao (2001)
- Hits Mix (2002)
- Unrepeatable (2002)
- Homenaje a Beny Moré (2003)
- Regalo del Alma (2003)
- Dios disfrute a la Reina (2004)
- Havana Nights (2019)